# Osteopilus brunneus
Osteopilus brunneus (tên tiếng Anh: Jamaican Laughing Frog) là một loài ếch thuộc họ Nhái bén.
Đây là loài đặc hữu của Jamaica.
Môi trường sống tự nhiên của chúng là rừng ẩm vùng đất thấp nhiệt đới hoặc cận nhiệt đới, vùng núi ẩm nhiệt đới hoặc cận nhiệt đới, vườn nông thôn, và rừng trước đây suy thoái nghiêm trọng.
Chúng hiện đang bị đe dọa vì mất môi trường sống.